# Scheinvater
Scheinvater oder Kuckucksvater bezeichnet den sozialen Vater eines Kindes (Kuckuckskindes), der im Glauben war oder ist oder vorgibt, der biologische Vater des Kindes zu sein. In dieser Situation fallen rechtliche und die biologische Vaterschaft auseinander. Häufig, aber nicht zwingend, handelt es sich dabei zugleich um den rechtlichen Vater.

## Recht
Der vermeintliche Vater hat in der Regel ein Recht auf eine gerichtliche Vaterschaftsfeststellung, nämlich dann, wenn er nicht bereits der juristische Vater ist, oder das Recht auf eine Vaterschaftsanfechtung, wenn er bereits der juristische Vater ist. Auch ein privater Vaterschaftstest ist möglich (ein Abstammungsgutachten mit DNA-Analyse), sofern beim minderjährigen Kind die Mutter die schriftliche Zustimmung zum Test gibt. Allerdings führt das Ergebnis eines solchen Tests nicht automatisch zu rechtlichen Wirkungen betreffend das Vater-Kind-Verhältnis; ein solcher Test kann jedoch die Entscheidungsgrundlage für ein gerichtliches Verfahren zur Vaterschaftsfeststellung oder Vaterschaftsanfechtung sein.
Hat eine Frau ihrem Ehemann verschwiegen, dass für ein eheliches Kind auch ein anderer Mann als biologischer Vater in Frage kommt, kann dies nach einer Scheidung zur Kürzung oder Streichung ihres Unterhalts führen. Dies gilt insbesondere dann, wenn der Mann wegen seines vermeintlich leiblichen Kindes jahrelang seine berufliche Entwicklung vernachlässigt hat. Die Unterhaltspflicht gegenüber dem Kind bleibt jedoch bis zur Rechtskraft einer Vaterschaftsanfechtung bestehen.
Mit der erfolgreichen Vaterschaftsanfechtung entfällt der Unterhaltsanspruch gegenüber dem Kind rückwirkend und der Anspruch auf den bis dahin bereits geleisteten Unterhalt geht auf den Scheinvater über. Allerdings fehlt es bisher an einer eindeutigen gesetzlichen Grundlage, mit der der Scheinvater einen Auskunftsanspruch gegenüber der Mutter geltend machen kann, um den leiblichen Vater herauszufinden. Das Bundesverfassungsgericht entschied mit Beschluss vom 24. Februar 2015, dass der Grundsatz von Treu und Glauben nach § 242 BGB keine ausreichende Rechtsgrundlage für einen solchen Auskunftsanspruch darstellt.
Das Kind hat nach einem Urteil des Bundesverfassungsgerichts vom 19. April 2016 unter keinen Umständen einen Anspruch darauf, seinen leiblichen Vater herauszufinden.
Zur rechtlichen Einordnung der Elternschaft, auch in Österreich und der Schweiz:
Zum Begriff der Verwandtschaft, auch in Österreich und der Schweiz:
Ebenso wird als Scheinvater derjenige bezeichnet, der die Vaterschaft für ein nicht biologisches Kind annimmt, um diesem Kind und seiner Familie die entsprechende Staatsbürgerschaft zu sichern. Diese Kinder haben Anspruch auf alle Leistungen des Staates. Diese Art der Anerkennung findet seit einigen Jahren statt. Dies hat sowohl für das Kind und seine Familie als auch für den Staat entsprechende Konsequenzen.

## Statistik
Gemäß einer britischen Studie über 3000 zwischen 1950 und 2004 durchgeführte Verwandtschaftsuntersuchungen beträgt die Quote der sogenannten „Vaterschaftsdiskrepanzen“ im Median 3,7 Prozent. Die Autoren der Studie halten es für wahrscheinlich, dass durch den zunehmenden Einsatz von DNA-Analysen mehr Fälle von Kuckuckskindern aufgedeckt werden und deren Zahl nach oben korrigiert wird.
Nach einer Meta-Analyse über 67 Studien liegt die Rate der Scheinväter unter den Vätern bei fast 2 Prozent. In den einzelnen Studien liegen die Raten zwischen 0,4 Prozent und fast 12 Prozent. Männer, die zweifeln, tun dies den Studien zufolge in 15 bis 50 Prozent der Fälle zu Recht.